# Guennol-oroszlán
A Guennol-oroszlán, vagy a nemzetközileg ismert nevén Guennol Lioness kis méretű, kora ókori, antropomorf jellegekkel bíró oroszlánt ábrázoló, akár kimérának tekinthető szobrocska. 8,3 cm magasságú mészkő faragvány. Funkciója ismeretlen, talán a Leonard Woolley által Urban feltárt lantok díszítményei hasonlítanak legjobban hozzá. Állítólag Bagdad közelében (Tell Agrab) találták, de erről konkrét adat nincs. A sumer kisplasztikáról alkotott képbe nem igazán illik bele a 4800–5000 éves datálása, ezért sokan elámi, sőt protoelámi importnak tartják. A világ egyik legdrágább műtárgya.
1931-től Brummer József tulajdonát képezte. Örököseitől Alastair Bradley Martin volt teniszező, később műgyűjtő szerezte meg 1948-ban. E dátumtól kezdve a Brooklyn Museum of Art mutatta be, de magántulajdonban maradt, és a Martin-féle Guennol-kollekció részét képezte, innen ered a szobor ismert neve. 2007-ben Martin elárverezte a szobrot, a vevő 57,2 millió dollár rekord összeget fizetett érte, amivel több mint kétszeresen előzte meg a vele egy időben árverezett Pablo Picasso által alkotott szobrot. Egy nappal az árverés előtt még 14–18 millió dollárra becsülték. 2010-ben egy újabb árverésen 104 millió dolláron felüli összegért kelt el.